# Makecab
Makecab (Microsoft Cabinet Maker) — утилита сжатия файлов локальной сети, входящая в состав Windows. После сжатия она создаёт копию исходного файла имеющую сжатое расширение (например: из «.exe» в «.ex_»; из «.jpg» в ".jp_ и тому подобное). Результативный файл содержит данные исходного в сжатом виде.

## Описание
Сжатые этой утилитой файлы полезны для сокращения размера файла при установке пакетов на внешние носители информации или загружаемые архивы. До момента возврата в начальную форму, исключён их случайный запуск. Это сделано для безопасности.
Сжатые файлы, созданные с помощью Makecab, можно разархивировать к изначальной форме в проводнике путем возврата начального вида расширения файла (например: из «.ex_» в «.exe». Возможно и при помощи программы expand.exe, входящей в состав Windows. Она использует следующий синтаксис: "expand/ " (Командная строка).
Сжатые файлы часто можно обнаружить на установочных CD программ, где установщик сперва должен переименовать файл и разархивировать его перед выполнением.